# 警察故事
《警察故事》（英語：Police Story）是1985年出品的香港警匪動作电影，由成龍執導，成龍、林青霞、張曼玉、楚原、董驃、湯鎮業、林國雄主演。成龍於本作向觀眾展示了自己武藝功力。本片入圍第5屆香港電影金像獎七項提名，最終榮獲最佳電影和最佳武術動作指導兩項大獎。

## 劇情
皇家香港警察隊在貧民窟展開圍剿行動，試圖拘捕販毒集團首腦朱滔，然而交火現場存在不少平民，使警方的行動一籌莫展。直到受過特警訓練的警察陳家駒，不顧性命開車追趕，最終抓獲搶雙層巴士逃跑的朱滔。事後，家駒表面上因私自行動而受到署長指責，但私底下受到讚許而變成警方宣傳的模範警察。為了成功使朱滔定罪，上司指派家駒負責保護行動中逮捕的朱滔女秘書莎蓮娜，其為了逃脫警方而姑且答應成為污點證人，但這導致幾名由朱滔收買的警察扮成刺客試圖行刺她，家駒只能將她帶回自家中保護，卻引起女友阿May的強烈不滿。
隔天在朱滔出庭時，因莎蓮娜趁家駒睡覺時逃跑，加上家駒事先準備的錄音未取得犯罪實證，最終未能將朱滔繩之於法，家駒因此受降職處分。獲得保釋的朱滔因懷恨在心，為了報復家駒而設計將其誘至囚禁莎蓮娜的別墅，並派侄子朱丹尼殺死一名自己所收買的警察沙展文，企圖陷害家駒謀殺。朱滔同樣不肯放過莎蓮娜，家駒想辦法將她救出後遭受通緝，回警局時試圖為自己辯護卻仍然被署長指控謀殺。不滿此結果的家駒靠奪槍挾持署長逃出警署，但隨後才得知署長刻意以激將方式將自己放走，使家駒不受管制繼續追查朱滔。
僥倖逃脫的莎蓮娜看清朱滔不擇手段的本質，為求自保而冒險潛入朱滔的辦公室偷得大量證據，卻被其手下追殺至樓下商場。陳家駒及時趕到並與朱滔一眾手下展開激戰，經過一場驚險的追逐戰後截住朱滔。然而朱滔的律師前來指責警察過分執法，甚至言語詆毀警察而使家駒憤怒，將律師和朱滔分別打個半死不活。隨著莎蓮娜上交證據並作證是朱滔教唆殺害警察，家駒得到平反而成功破案。

## 演員

### 主要演員
| 演員   | 角色               | 備註                    | 粵語配音 |
| 成龍   | 陳家駒             | 警長                    | 鄧榮銾   |
| 林青霞 | 莎蓮娜 Selina Fong | 朱滔的女秘書            | 盧素娟   |
| 張曼玉 | 阿May              | 陳家駒的女友            | 沈小蘭   |
| 楚原   | 朱滔               | 販毒集團首腦            | 楊捷康   |
| 董驃   | 驃叔               | 督察，陳家駒的上司      | 董驃     |
| 湯鎮業 | 阿德               | 警員                    | 馮永和   |
| 林國雄 | 林署長             | 又名：Raymond，驃叔上司 | 林保全   |

### 其他演員
| 演員   | 角色         | 備註                         | 粵語配音 |
| 劉志榮 | 張律師       | 朱滔的律師                   | 劉志榮   |
| 曹查理 | 高約翰 John  | 朱滔左右手兼師爺             | 盧雄     |
| 金興賢 | 沙展文       | 又名：大幫文，陳家駒的死對頭 | 金貴     |
| 火星   | 大口金       | 又名：莫金發，警員           | 陳永信   |
| 馮克安 | 朱丹尼 Danny | 朱滔的侄子                   | 賈鳳梧   |
| 周潤堅 |              |                              |          |
| 王坤   |              | 警員                         |          |
| 尹發   | 喪榮         | 朱滔手下                     |          |
| 太保   | 蛇仔春       | 線民                         | 陳永信   |
| 蕭亮   |              | 控方律師                     | 張炳強   |
| 胡楓   |              | 沙頭角警署警長               | 馮永和   |
| 劉雅麗 |              | 公共關係科人員               | 沈小蘭   |
| 盧敏儀 |              | 警訊節目主持                 | 沈小蘭   |
| 俞琤   |              | 公共𨶹係科人員               | 沈小蘭   |
| 霍耀良 |              |                              |          |
| 黎小田 |              | 泊車市民                     | 林保全   |
| 劉丹   |              | 毒販                         | 盧雄     |

## 制作
1980年代，成龙和美国演员丹尼·愛羅合作《威龙猛探》，票房失败。:33回到香港，成龙决定用自己的方式拍摄警察题材的电影，便找到老搭档邓景生，创作了《警察故事》。:33
本片聞名於成龍在拍攝過程中多次不用替身，而親身演出多場非常危險的特技場面，包括：從四、五層樓高的尖东永安廣場商場，掛滿假電燈泡燈飾的柱子上一躍而下、巴士正在轉向行駛，一個人單單以雨傘勾钩住懸掛在車外等等。片中特技镜头“玻璃故事”是成龙演员生涯中非常危险的一次，成龙从高空跳出，抓住大堂中间挂满圣诞彩灯的立柱滑向地面，当成龙双脚夹住铁柱滑落中，灯泡闪烁爆裂，玻璃和火花飞溅，接着撞到600磅的糖胶玻璃，把它撞碎，再摔倒糖果小屋上，然后抓着歹徒（成家班的一个小武行饰演）暴打，直到那人说，“大哥，你不要再打了，我快要死了。”:36成龙一松手，那小武行就倒下了。:36片场的林青霞、张曼玉、陳自強、化妆师、服装师、茶水都在哭。:36这个特技镜头给成龙带来两只手的二度烧伤、满脸的血和满身的碎玻璃渣。:37拍完这幕，他又接着去洪金宝的片场拍《龙的心》。:37

## 配樂
成龍重視電影配樂，相對於嘉禾時期在音樂預算上受到公司制肘，他自立威禾電影公司後開始堅持投入更多資金，讓片中音樂全部由真人樂師演奏，本片即為第一部作品:135。本片配樂風格融合古典音樂與京劇打击乐:146。

### 電影歌曲
| 曲序 | 曲目                   |      | 作曲               | 编曲   | 歌手 | 时长 |
| ---- | ---------------------- | ---- | ------------------ | ------ | ---- | ---- |
| 1.   | 〈英雄故事〉（主題曲） | 黃霑 | 馬飼野康二、黎小田 | 黎小田 | 成龍 | 2:55 |

主題曲〈英雄故事〉成為香港警察的代表歌曲之一，曾為香港電台節目《警訊》第二代主題曲（1998年至2020年間使用）；甚至成为全亚洲最耳熟能详的粤语歌之一，日本动画《战姬绝唱》第二季第9话角色们更唱起这首歌。

## 獎項
| 年份 | 頒獎典禮            | 獎項             | 名單   | 結果 |
| ---- | ------------------- | ---------------- | ------ | ---- |
| 1986 | 第5屆香港電影金像獎 | 最佳電影         |        | 獲獎 |
| 1986 | 第5屆香港電影金像獎 | 最佳導演         | 成龍   | 提名 |
| 1986 | 第5屆香港電影金像獎 | 最佳男主角       | 成龍   | 提名 |
| 1986 | 第5屆香港電影金像獎 | 最佳女主角       | 林青霞 | 提名 |
| 1986 | 第5屆香港電影金像獎 | 最佳攝影         | 張耀祖 | 提名 |
| 1986 | 第5屆香港電影金像獎 | 最佳剪接         | 張耀宗 | 提名 |
| 1986 | 第5屆香港電影金像獎 | 最佳武術動作指導 | 成家班 | 獲獎 |

## 電影分級
| 國家/地區 | 分級                |
| 英屬香港  | IIA（保護級）       |
| 德国      | 16                  |
| 丹麦      | 15                  |
| 印度      | UA                  |
| 美国      | PG-13（特別輔導級） |
|           | 12                  |
| 阿根廷    | 13                  |
| 葡萄牙    | M/12                |